# Enrique Labarta Pose
Enrique Labarta Pose (Bayo, 1863-Barcelona, 1925) fue un escritor español.

## Biografía
Nació el 22 de julio de 1863 en la parroquia coruñesa de Bayo. Poeta gallego, fue premiado en numerosos certámenes provinciales. Fue director o redactor de las siguientes publicaciones periódicas: Pequeña Patria y Galicia Humorística (Santiago de Compostela, 1888), Galicia Recreativa, Pasatiempos (1890-1892), El Gato Negro (1898), Pluma y Lápiz (1903), Extracto de Literatura (semanario dosimétrico ilustrado, 1893), Diario de Pontevedra (1894) y Galicia Moderna (1897). Falleció el 13 de mayo de 1925 en Barcelona.